# Fred Hynes
Pour les articles homonymes, voir Hynes.
Frederic Charles Hynes est un chef-opérateur du son (profession plus généralement appelée ingénieur du son) américain né le 8 mai 1908 à Nashville (Tennessee) et mort le 10 février 1992 à Los Angeles (Californie).

## Filmographie (sélection)
- 1955 : Oklahoma ! de Fred Zinnemann
- 1956 : Le Tour du monde en quatre-vingts jours (Around the World in 80 Days) de Michael Anderson
- 1958 : South Pacific de Joshua Logan
- 1960 : Alamo (The Alamo) de John Wayne
- 1960 : Can-Can de Walter Lang
- 1960 : Porgy and Bess d'Otto Preminger
- 1961 : West Side Story de Jerome Robbins et Robert Wise
- 1963 : Cléopâtre (Cleopatra) de Joseph L. Mankiewicz
- 1965 : La Mélodie du bonheur (The Sound of Music) de Robert Wise
- 1966 : La Bible (The Bible: In the Beginning...) de John Huston
- 1968 : Chitty Chitty Bang Bang de Ken Hughes
- 1969 : La Kermesse de l'Ouest (Paint Your Wagon) de Joshua Logan
- 1970 : Darling Lili de Blake Edwards

## Distinctions

### Récompenses
personnellement
- 1966 : Samuel L. Warner Memorial Medal Award
- 1981 : John A. Bonner Medal of Commendation
- 1988 : Gordon E. Sawyer Award

en tant que directeur du département son de Todd-AO
Oscar du meilleur mixage de son
- en 1956 pour Oklahoma !
- en 1959 pour South Pacific
- en 1961 pour Alamo
- en 1962 pour West Side Story
- en 1966 pour La Mélodie du bonheur

### Nominations
en tant que directeur du département son de Todd-AO
- 1960 pour Porgy and Bess
- 1964 pour Cléopâtre